# Пулозеро (деревня)
Пулозеро —  упразднённая деревня Беломорского района Республики Карелии Российской Федерации. Ныне урочище на территории Сумпосадского сельского поселения. На территории опустевшей деревни сохранилась разрушенная часовня.

## География
Располагалась  на западном берегу одноимённого озера. 

## Население
Численность населения в 1905 году составляла 52 человека.